# Bolbaffroides serripes
Bolbaffroides serripes är en skalbaggsart som beskrevs av Leon Fairmaire 1882. Bolbaffroides serripes ingår i släktet Bolbaffroides och familjen Bolboceratidae. Utöver nominatformen finns också underarten B. s. tsavoensis.